# Matteo Spreafico
Matteo Spreafico (Erba, 15 de febrero de 1993) es un ciclista profesional italiano que milita en las filas del conjunto Mg.K Vis Costruzioni e Ambiente.
El 22 de octubre de 2020 fue suspendido de manera provisional por la UCI tras haber dado positivo en enobosarm en dos controles antidopaje realizados en la 12.ª y 13.ª etapa del Giro de Italia. El 4 de mayo de 2021 fue confirmada la sanción, no pudiendo competir hasta el 21 de octubre de 2023.

## Palmarés
2018
- Vuelta a Venezuela, más 1 etapa[4]

## Resultados en Grandes Vueltas
| Carrera | Carrera         | 2016 | 2017 | 2018 | 2019 | 2020 | ... | 2024 |
| ------- | --------------- | ---- | ---- | ---- | ---- | ---- | --- | ---- |
|         | Giro de Italia  | —    | —    | —    | —    | Ab.  | —   | —    |
|         | Tour de Francia | —    | —    | —    | —    | —    | —   | —    |
|         | Vuelta a España | —    | —    | —    | —    | —    | —   | —    |

—: no participa

Ab.: abandono